# Babiana scabrifolia
Babiana scabrifolia là một loài thực vật có hoa trong họ Diên vĩ. Loài này được Brehmer ex Klatt miêu tả khoa học đầu tiên năm 1882.